# ویلیام کینگ (زمین‌شناس)
 ویلیام کینگ (انگلیسی: William King؛ ۱۸۰۹ – ۱۸۸۶) یک زمین‌شناس اهل بریتانیا بود.